# Uruava
L’uruava est une langue austronésienne éteinte de Papouasie-Nouvelle-Guinée. Elle était parlée sur la côte sud-est de la province de Bougainville.